# Aloe claviflora
Aloe claviflora är en grästrädsväxtart som beskrevs av William John Burchell. Aloe claviflora ingår i släktet Aloe och familjen grästrädsväxter. Inga underarter finns listade i Catalogue of Life.

## Bildgalleri

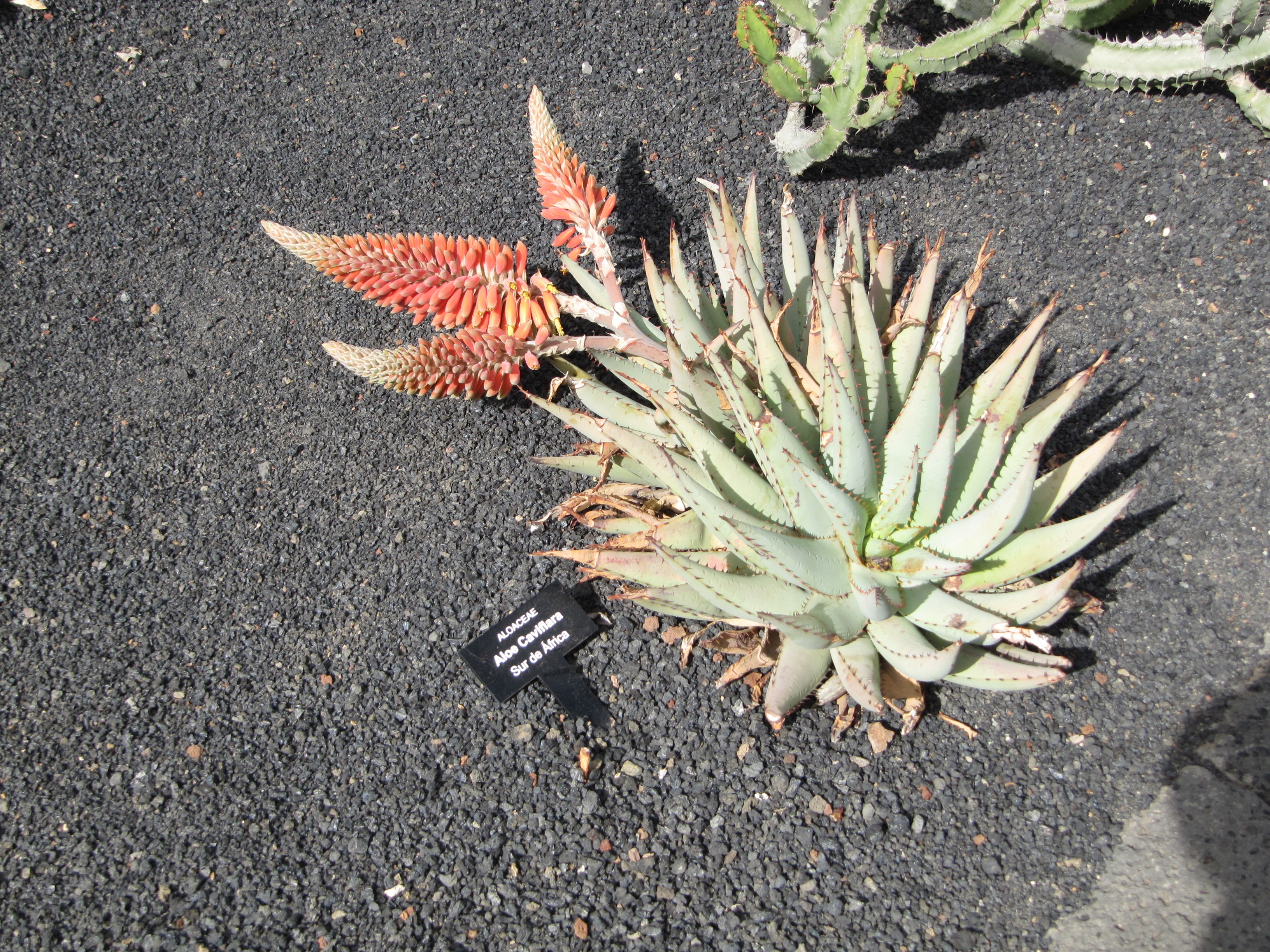